# Indosylvirana serendipi
Indosylvirana serendipi es una especie de anfibio anuro de la familia Ranidae.

## Distribución geográfica
Esta especie es endémica de Sri Lanka. Se encuentra en la Reserva Forestal de Sinharâja en el distrito de Ratnapura.

## Descripción
Los machos miden de 30.1 a 36.9 mm y las hembras de 42.5 a 43.6 mm.

## Etimología
Esta especie lleva el nombre de un antiguo nombre de Sri Lanka, Serendip.

## Publicación original
- Biju, Garg, Mahony, Wijayathilaka, Senevirathne & Meegaskumbura, 2014 : DNA barcoding, phylogeny and systematics of Golden-backed frogs (Hylarana, Ranidae) of the Western Ghats-Sri Lanka biodiversity hotspot, with the description of seven new species. Contributions to Zoology, vol. 83, n.º 4, p. 269–335[4]